# سبر جوي
السبر الجوي أو علم طبقات الجو هو قياس التوزيع الشاقولي للخصائص الفيزيائية للعمود الجوي مثل الضغط ودرجة الحرارة وسرعة الرياح واتجاهها (وبالتالي نستنتج قص الرياح)، ومحتوى الماء السائل، وتركيز الأوزون، والتلوث، وغيرها من الخصائص. تُجْرأ هذه القياسات بعدة طرق بما في ذلك الاستشعار عن بعد والأرصاد الموقعية.
إحدى أكثر وسائل السبر الموقعي شيوعًا هو المسبار الراديوي، والذي عادة ما يكون مُنطادًا للرصد الجوي، ولكن يمكن أيضًا أن يكون مسبارًا صاروخيًا.
تَستخدم مسابير الاستشعار عن بعد عمومًا مقاييس إشعاع الأمواج الصغرية [الإنجليزية] والأشعة تحت الحمراء السلبية:
- الأدوات المنقولة جوًا
- محطات سطحية
- أدوات رصد الأرض عبر الأقمار الصناعية مثل مسبار جوي بالأشعة تحت الحمراء [الإنجليزية] (AIRS) ووحدة السبر المتقدمة للأمواج الصغرية [الإنجليزية] (AMSU)
- رصد الأجواء على كواكب مختلفة، مثل مسبار مناخ المريخ الموجود على مستكشفة المريخ المدارية